# Atens universitet

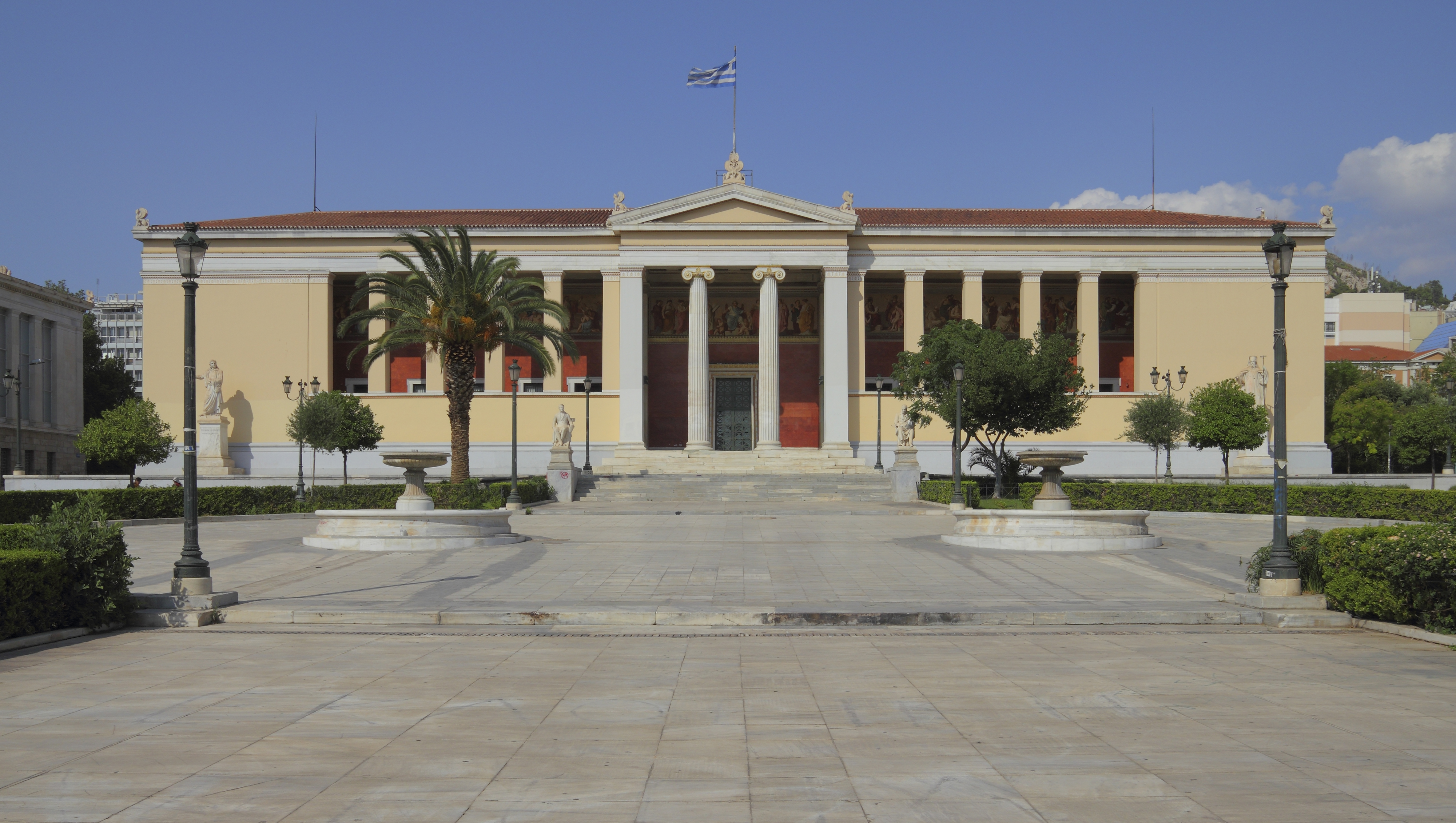
Atens universitet

Atens universitet (grekiska: Εθνικόν και Καποδιστριακόν Πανεπιστήμιον Αθηνών) är det äldsta universitet i det moderna Grekland och har varit en fortlöpande process sedan det grundades år 1837.
Idag är universitetet det näst största institutet för högre utbildningar (Aristotelesuniversitet i Thessaloniki är större) i landet med över 50 000 studerande. Universitetets huvudutbildningsområde ligger i Ilissia där skolorna för vetenskap, teologi och filosofi ligger. Andra mindre utbildningsområden är i Goudí där skolan för hälsovetenskap är placerad. I Dhafní ligger institutionen för fysiska aktiviteter (idrott) och idrottsvetenskap. Utbildningarna för media, ekonomi, lag, och allmän administration ligger i byggnaderna i centrala Aten. Den historiska administrationsbyggnaden ligger även där, vid Panepistimiouavenyn. Byggnaderna i förorten Ilissia började byggas år 1960.

## Historia
Universitetet grundades redan den 3 april 1837 efter ett initiativ av Otto I av Grekland och kallades då för Othonianuniversitetet. De ordinarie arbetet startades år 1839 i Stamatios Kleanthis hus vid foten av Akropolis. År 1841 stod den nya byggnaden i centrala Aten klar. Idag ligger universitetets prästgård där. År 1843 bytte universitetet namn till Nationella universitetet.
Namnet Nationella och kapodistriska universitetet i Aten (vanligtvis Atens universitet) antogs år 1911 efter en stor donation av köpmannen Ioannis Dombolis, en vän till diplomaten Ioannis Kapodistrias, till byggandet av Kapodistriska universitetet.